# Jimmy Revie
Jimmy Revie (ur. 8 lipca 1947 w Londynie) – angielski bokser, zawodowy mistrz Wielkiej Brytanii w kategorii piórkowej w latach 1969 - 1971.

## Kariera zawodowa
Jako zawodowiec oficjalnie zadebiutował 12 września 1966, pokonując przez techniczny nokaut w piątej rundzie Briana Gullefera. W swoim czternastym zawodowym pojedynku, Revie zmierzył się z Jimmym Andersonem w walce o mistrzostwo Brytyjskie w kategorii superpiórkowej. Anderson zwyciężył przez techniczny nokaut w dziewiątej rundzie, broniąc tytuł oraz zadając Reviemu pierwszą porażkę w zawodowej karierze.
24 marca 1969 zdobył mistrzostwo Brytyjskie BBBofC w kategorii piórkowej, pokonując Johna O'Briena, który został poddany przez narożnik w rundzie piątej. Tytuł obronił 8 września 1970, pokonując minimalnie na punkty Alana Rudkina. 25 stycznia 1971 walczył o mistrzostwo Europy w kategorii piórkowej, a jego rywalem był Hiszpan José Legrá. Legrá obronił tytuł, wygrywając jednogłośnie na punkty po piętnastu rundach.
Po porażce w walce o mistrzostwo Europy, Revie stoczył jeszcze kilkanaście pojedynków, zdobywając m.in. mistrzostwo Wielkiej Brytanii strefy Południowej. Tytuł utracił w pierwszej obronie, przegrywając z Vernonem Sollasem. Ostatni zawodowy pojedynek stoczył 24 maja 1976, doznając porażki w walce z Charliem Nashem.